# Чери Хилс Вилиџ (Колорадо)
Чери Хилс Вилиџ (енгл. Cherry Hills Village) град је у америчкој савезној држави Колорадо.

## Демографија
По попису из 2010. године број становника је 5.987, што је 29 (0,5%) становника више него 2000. године.
| Група             | 2000.         | 2010.         |
| Белци             | 5.657 (94,9%) | 5.516 (92,1%) |
| Афроамериканци    | 38 (0,6%)     | 53 (0,9%)     |
| Азијати           | 90 (1,5%)     | 138 (2,3%)    |
| Хиспаноамериканци | 112 (1,9%)    | 189 (3,2%)    |
| Укупно            | 5.958         | 5.987         |